# Mistrzostwa Europy w Lekkoatletyce 1974 – sztafeta 4 × 400 m mężczyzn
Sztafeta 4 × 400 metrów mężczyzn była jedną z konkurencji rozgrywanych podczas XI Mistrzostw Europy w Rzymie. Biegi eliminacyjne zostały rozegrane 7 września, a bieg finałowy 8 września 1974 roku. Zwycięzcą tej konkurencji została sztafeta Wielkiej Brytanii w składzie: Glen Cohen, Bill Hartley, Alan Pascoe i David Jenkins. W rywalizacji wzięło udział czterdziestu pięciu zawodników z jedenastu reprezentacji.

## Rekordy
| Rekord świata     | Stany Zjednoczone · (Vincent Matthews, Ron Freeman, Larry James, Lee Evans)         | 2:56,1  | Meksyk, Meksyk | 20.10.1968 |
| Rekord Europy     | RFN · (Helmar Müller, Gerhard Hennige, Manfred Kinder, Martin Jellinghaus)          | 3:00,5  | Meksyk, Meksyk | 20.10.1968 |
| Rekord mistrzostw | Francja · (Gilles Bertould, Christian Nicolau, Jacques Carette, Jean-Claude Nallet) | 3:02,30 | Ateny, Grecja  | 20.09.1969 |

## Wyniki

### Eliminacje
Rozegrano dwa biegi eliminacyjne. Do finału awansowały po cztery najlepsze zespoły (Q).
Bieg 1
| Miejsce | Reprezentacja   | Zawodnicy                                                                    | Czas   | Uwagi |
| ------- | --------------- | ---------------------------------------------------------------------------- | ------ | ----- |
| 1       | Finlandia       | Stig Lönnqvist, Ossi Karttunen, Markku Taskinen, Markku Kukkoaho             | 3:04,6 | Q     |
| 2       | Wielka Brytania | Glen Cohen, Bill Hartley, Alan Pascoe, David Jenkins                         | 3:04,7 | Q     |
| 3       | Francja         | Jean-Claude Nallet, Daniel Vélasques, Jacques Carette, Francis Demarthon     | 3:05,3 | Q     |
| 4       | Holandia        | Raymond Heerenveen, Rijn van den Heuvel, Frank Nusse, Toine van den Goolberg | 3:06,3 | Q     |
| 5       | Włochy          | Flavio Borghi, Alfonso di Guida, Lorenzo Cellerino, Marcello Fiasconaro      | 3:08,5 |       |
| 6       | Jugosławia      | Ivica Ivičak, Milorad Čikić, Josip Alebić, Luciano Sušanj                    | 3:37,8 |       |

Bieg 2
| Miejsce | Reprezentacja  | Zawodnicy                                                                 | Czas   | Uwagi |
| ------- | -------------- | ------------------------------------------------------------------------- | ------ | ----- |
| 1       | ZSRR           | Walerij Jurczenko, Władimir Nosenko, Jewgienij Gawrilenko, Siemion Koczer | 3:05,3 | Q     |
| 2       | Szwecja        | Per-Olof Sjöberg, Dimitrie Grama, Erik Carlgren, Michael Fredriksson      | 3:05,5 | Q     |
| 3       | NRD            | Reinhard Kokot, Benno Stops, Jürgen Utikal, Andreas Scheibe               | 3:05,8 | Q     |
| 4       | RFN            | Hermann Köhler, Horst-Rüdiger Schlöske, Karl Honz, Bernd Herrmann         | 3:05,8 | Q     |
| 5       | Czechosłowacja | Ivan Daniš, František Štross, Miroslav Tulis, Miroslav Kodejš             | 3:06,3 |       |

### Finał
| Miejsce | Reprezentacja   | Zawodnicy                                                                    | Czas    | Uwagi |
| ------- | --------------- | ---------------------------------------------------------------------------- | ------- | ----- |
| 1       | Wielka Brytania | Glen Cohen, Bill Hartley, Alan Pascoe, David Jenkins                         | 3:03,33 |       |
| 2       | RFN             | Hermann Köhler, Horst-Rüdiger Schlöske, Karl Honz, Rolf Ziegler              | 3:03,52 |       |
| 3       | Finlandia       | Stig Lönnqvist, Ossi Karttunen, Markku Taskinen, Markku Kukkoaho             | 3:03,57 |       |
| 4       | Francja         | Jean-Claude Nallet, Daniel Vélasques, Jacques Carette, Francis Demarthon     | 3:04,6  |       |
| 5       | NRD             | Reinhard Kokot, Benno Stops, Jürgen Utikal, Andreas Scheibe                  | 3:05,0  |       |
| 6       | Holandia        | Raymond Heerenveen, Rijn van den Heuvel, Frank Nusse, Toine van den Goolberg | 3:06,3  | NR    |
| 7       | Szwecja         | Per-Olof Sjöberg, Dimitrie Grama, Erik Carlgren, Michael Fredriksson         | 3:12,6  |       |
| –       | ZSRR            | Walerij Jurczenko, Władimir Nosenko, Jewgienij Gawrilenko, Siemion Koczer    | DNF     |       |